# Ulf von Euler
Ulf Svante von Euler (7. února 1905 Stockholm – 9. března 1983 Stockholm) byl švédský fyziolog a farmakolog, který v roce 1970 obdržel Nobelovu cenu za fyziologii nebo lékařství za práci o neurotransmiterech.

## Život
Ulf S. von Euler se narodil ve Stockholmu, jeho rodiče byli známí vědci, Hans von Euler-Chelpin, profesor chemie, a Astrid Cleve, profesorka botaniky a geologie. Jeho otec byl nositel Nobelovy ceny za chemii z roku 1929, a jeho děd z matčiny strany byl Per Teodor Cleve, profesor chemie na Uppsalské univerzitě, objevitel chemických prvků thulia a holmia. Jeho předkem byl Leonhard Euler.
První školní léta strávil ve Stockholmu a Karlstadu, díky rodinnému zázemí se dalo předpokládat, že i mladý Ulf bude vědec. V roce 1922 odešel studovat medicínu na Karolinska institutet. Na institutu pracoval pod vedením Robina Fåhraeuse, zabýval se sedimentací červených krvinek a reologií krve, rovněž prováděl patofyziologický výzkum zužování cév. Svou doktorskou práci předložil v roce 1930, toho roku byl s podporou Görana Liljestranda jmenován odborným asistentem farmakologie.
Rockefellerovo stipendium mu umožnilo postdoktorské studium v zahraničí. Studoval u Sira Henry Dalea v Londýně a u I. de Burgh Daly v Birminghamu, poté se vrátil na kontinent, kde studoval u Corneille Heymanse v belgickém Gentu a u Gustava Embdena v německém Frankfurtu.
Von Euler rád cestoval, takže v roce 1934 studoval biofyziku v Londýně u A. V. Hilla, a nervosvalový přenos u G. L. Browna v roce 1938. Mezi lety 1946 a 1947 pracoval v Buenos Aires s Eduardem Braun-Menéndezem na Instituto de Biología y Medicina Experimental, který založil Bernardo Houssay. Jeho neomylný instinkt vybírat si ke spolupráci špičkové vědce v oboru se odráží ve skutečnosti, že Dale, Heymans, Hill a Houssay obdrželi Nobelovu cenu za fyziologii nebo lékařství.
Od roku 1930 do roku 1957 byl von Euler ženat s Jane Sodenstierna. Měli čtyři děti: Hans Leo byl vědecký pracovník na National Institutes of Health v Bethesdě v USA; Johan Christopher byl anestesiolog ve Stockholmu; Ursula Katarina, Ph.D., byla kurátorka Královských sbírek, Královského dvora ve Stockholmu; a Marie Jane byla chemická inženýrka v australském Melbourne. V roce 1958 se oženil s hraběnkou Dagmar Cronstedt, rozhlasovou hlasatelkou, která během druhé světové války pracovala v německém propagandistickém rádiu Königsberg vysílajícím do neutrálního Švédska. Je pochován na hřbitově v Solně se svou druhou ženou.

## Dílo
Jeho krátký pobyt coby postdoktorálního studenta v Daleově laboratoři mu byl velmi přínosný: v roce 1931 spolu s Johnem H. Gaddumem objevil důležitou autofarmakologickou složku – substanci P. Po návratu do Stockholmu von Euler prováděl další navazující část výzkumu a postupně objevil čtyři další důležité endogenně aktivní látky, prostaglandin, vesiglandin (1935), piperidin (1942) a noradrenalin (1946).
V roce 1939 byl von Euler jmenován řádným profesorem fyziologie na Karolinska Institutet, kde zůstal až do roku 1971. Jeho časná spolupráce s Liljestrandem vedla k důležitému objevu, který byl po nich pojmenován – tzv. Eulerův–Liljestrandův reflex (fyziologická vazokonstrikce coby odezva na místní snížení okysličení plic).
Od roku 1946, když už byl noradrenalin (zkráceně NA či NAd) objeven, mu von Euler věnoval většinu svých prací. On a jeho tým sledovali detailní rozložení, pohyb a osud noradrenalinu v tkáních a v nervovém systému ve fyziologických a patologických stavech, a objevili, že noradrenalin je uvolňován a uložen v nervových synaptických zakončeních v nitrobuněčných váčcích (vezikulách), což byl klíčový objev, který dramaticky změnil směr mnoha výzkumů. V roce 1970 obdržel spolu s Bernardem Katzem a Juliem Axelrodem Nobelovu cenu „za objevy týkající se humorálních přenašečů v nervových zakončeních a mechanismu jejich ukládání, uvolňování a inaktivace“.
Od roku 1953 byl velmi aktivní v Nobelově nadaci jako člen Nobelova výboru pro fyziologii a lékařství, tajemník výboru a předseda nadace od roku 1965. V letech 1965 až 1971 byl viceprezidentem Mezinárodní unie fyziologických věd (International Union of Physiological Sciences).
Byla mu udělena Gairdnerova cena (1961), Jahreova cena (1965), Stoufferova cena (1967), Carl-Ludwigova Medaille (1953), Schmiedebergova plaketa (1969) a La Madonnina (1970). Mezi mnoha čestnými tituly a cenami, které obdržel v souvislosti s Nobelovou cenou, bylo i mnoho čestných doktorátů univerzit celého světa a členství v několika učených, lékařských a vědeckých společnostech, včetně Královské společnosti.